# Clarkia xantiana
Clarkia xantiana är en dunörtsväxtart som beskrevs av Samuel Frederick Gray. Clarkia xantiana ingår i släktet clarkior, och familjen dunörtsväxter.

## Underarter
Arten delas in i följande underarter:
- C. x. parviflora
- C. x. xantiana